# 지옥철
지옥철((地獄鐵, hellrail))은 기존 단어의 일부분을 바꾸는 조어법으로 만들어진 단어로서, 대한민국에서 승객이 많아서 타기 힘든 지하철을 비꼬아 부르는 말이다. 보통 출근 시간대의 혼잡한 지하철을 의미하나, 넓은 의미로 혼잡으로 인한 안전의 위험성과 불편한 이용, 타인의 소음 및 악취 등으로 인한 고통을 가리켜 이와 같이 부르기도 한다.

## 역사
지옥철이라는 말의 기원은 적어도 1989년까지 거슬러 올라간다. 당시의 지하철 풍경을 묘사한 신문 기사에 따르면, 지하철에 탑승하는 행위는 이른바 '승차전쟁'이라고 비유했다. 서울 지하철에서는 승객들이 질식, 입원하기도 했으며, 이에 분노해 전동차와 매표소의 유리창을 깨버리는 사건이 있었다. 같은해 12월 24일, 수도권 전철 4호선 성신여대입구역에서 몰려든 인파 때문에 전동차의 고무 패킹이 빠져 창문이 밀려나갔으며, 이를 목격한 여자 승객이 공포감을 느껴 역무원이 창문을 떼어 내 승객을 창밖으로 빼내는 사건이 발생했다. 또 이런 고통스러운 현상을 피하기 위해서 승객들이 목적지에 가기 위해 본래 타야 할 역에서 승차하지 않고 시발역까지 다른 운송수단으로 이동한 뒤 탑승하는 기현상이 일반적인 현상이 되었다.

## 원인
지옥철의 발생 원인은 도로 교통의 불편함이 우선적으로 꼽혔는데, 1990년 1월 서울시에 등록된 자동차수가 백만 대를 넘어서며, 도로 위에서는 하루종일 러시아워로 비유되는 속도로 차가 운행할 수 밖에 없었다. 여기에 버스 역시 대중교통으로서의 기능을 제대로 하지 못했기 때문이다. 이를 해소하기 위해서 서울시가 전동차를 증설하려는 모습을 보였지만, 입찰가 문제로 20여 차례를 유찰시키면서 비판을 받았다.

## 관련 매체
- 웹툰 《지옥철》